# 미국 과학 진흥 협회
미국 과학 진흥 협회(영어: American Association for the Advancement of Science, AAAS)는 과학자 간의 협력을 촉진하고, 과학적 자유를 수호하며, 과학적 책임을 장려하고, 모든 인류의 개선을 위한 과학 교육 및 과학 봉사 활동을 지원한다는 명시된 목표를 가진 미국의 국제 비영리 조직이다. 120,000명 이상의 회원을 보유한 세계 최대의 일반 과학 학회이며 잘 알려진 과학 저널인 《사이언스》를 발행한다.
미국 과학 진흥 협회는 1848년 9월 20일 펜실베니아 필라델피아에 있는 자연 과학 아카데미 에서 창설되었다. 그것은 미국 지질학자 및 자연주의자 협회의 개혁이었다. 협회는 William Charles Redfield 를 초대 회장으로 선택했는데 그가 조직을 위한 가장 포괄적인 계획을 제안했기 때문이다. 9월 20일 회의에서 합의된 첫 번째 헌법에 따르면 학회의 목표는 더 큰 과학적 협력을 허용하기 위해 과학적 대화를 촉진하는 것이었다. 그렇게 함으로써 협회는 자원을 사용하여 효율성을 높이고 과학적 진보를 더 빠른 속도로 수행하는 것을 목표로 삼았다. 협회는 또한 과학의 적극적인 옹호를 통해 과학 공동체가 이용할 수 있는 자원을 늘리려고 했다. AAAS가 결성되었을 때 회원은 78명에 불과했다. USN은 새로운 과학 단체인 Matthew Fontaine Maury 의 회원으로서 첫 1848년 회의에 참석한 사람들 중 한 명이었다.

## 같이 보기
- 미국 국립과학재단